# 趙介佑
趙介佑（1992年—），台灣黑幫北聯幫成員，父親為趙映光，姑姑為趙心瑜。曾為民主進步黨黨員，曾擔任2016年中華民國總統選舉蔡英文台北市競選總部顧問、民進黨台北市黨部選舉對策委員會委員、民進黨台北市黨部黨代表。

## 經歷
他被控詐騙集團領款車手組織及販毒等47罪，組討債集團多次拘禁毆打被害人並潑糞，其中3罪為詐欺取財、44罪為販賣毒品。有毒品、槍砲等前科，是警方註記的黑幫分子。
2021年4月，趙介佑被指涉嫌詐騙、販毒。2021年5月1日，民進黨台北市黨部臨時評議委員會決議開除趙介佑黨籍。趙介佑被開除黨籍後，趙映光與趙心瑜相繼辭去黨職。2022年年初，台北地方法院一審判處趙介佑有期徒刑8年6月。2022年5月，台灣高等法院二審判處趙介佑有期徒刑2年定讞。2022年12月21日，台灣高等法院二審判決，將趙介佑2個詐欺罪部分各減刑1個月，其餘維持一審判決，不定應執行刑；趙介佑發表聲明稿，宣示放棄交保及上訴。